# Greenwich (borough)
Pronunciação

Localização do borough de Greenwich na Região de Londres.

Royal Borough of Greenwich é um borough da Região de Londres, na Inglaterra.
Tem o mesmo nome da histórica Greenwich e foi criado em 1965. Greenwich foi uma das cinco sedes dos Jogos Olímpicos de Verão de 2012. No mesmo ano, o distrito começou a ser o terceiro distrito de Londres a ter o título "Royal" (Real), referenciando as suas conexões reais no passado, como uma parte do Jubileu de Diamante da Rainha Isabel II de Reino Unido. Os dois outros boroughs reais são Kingston upon Thames e Kensington e Chelsea.

## Distritos de Greenwich
- Abbey Wood
- a parte norte de Blackheath
- Charlton
- a paróquia de St Nicholas Deptford
- Eltham
- Horn Park
- Greenwich
- Kidbrooke
- parte de Lee
- Maze Hill
- parte de Mottingham
- New Eltham
- Plumstead
- Shooters Hill
- as partes de Thamesmead chamadas Thamesmead Central e Thamesmean South West
- Woolwich